# (36611) 2000 QF145
2000 QF145 (asteroide 36611) é um asteroide da cintura principal. Possui uma excentricidade de 0.12549000 e uma inclinação de 3.81230º.
Este asteroide foi descoberto no dia 31 de agosto de 2000 por LINEAR em Socorro.